# جاده ئی۷۳ اروپا

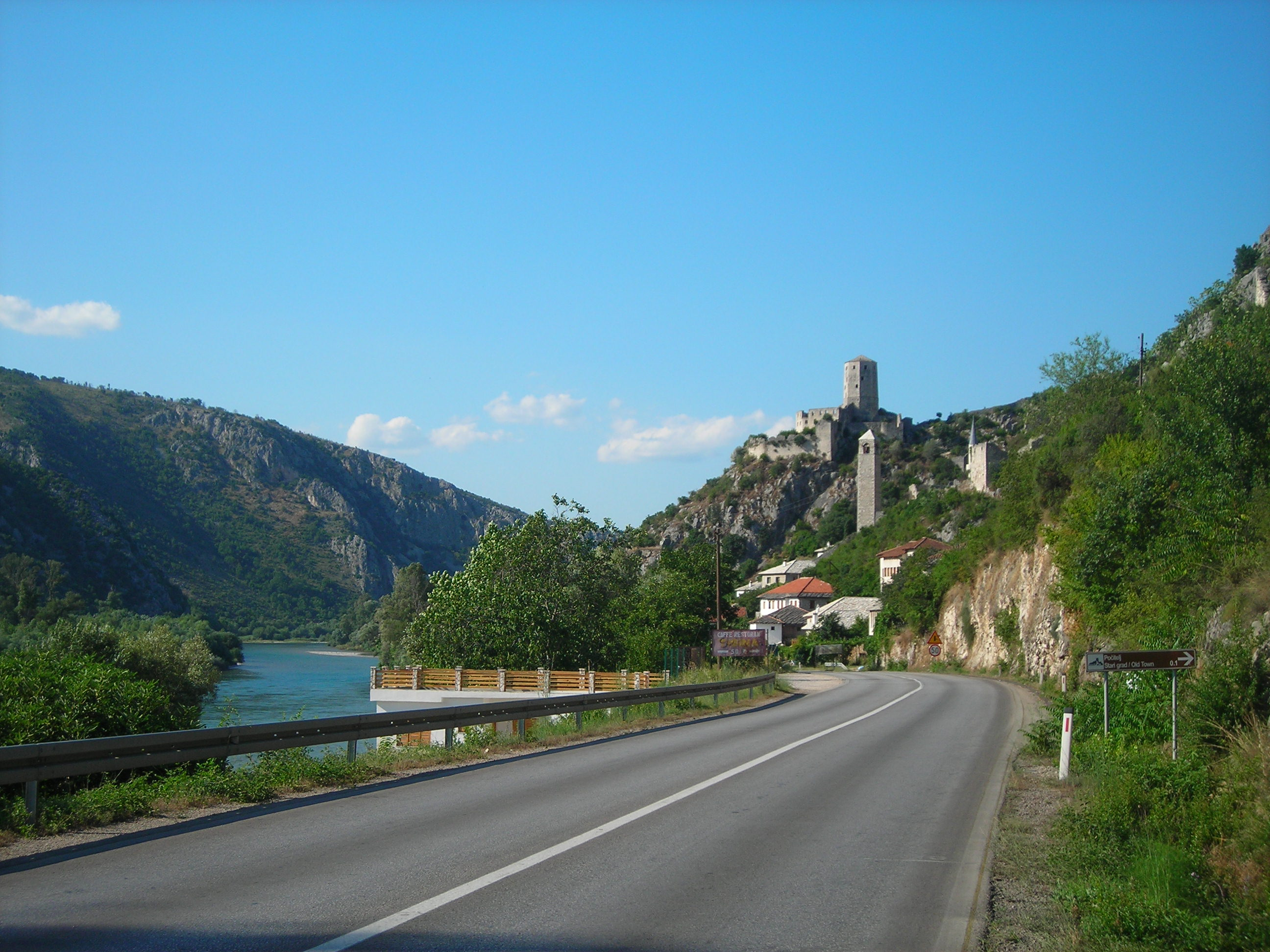
جاده ئی۷۳ اروپا در بوسنی و هرزگوین

جاده ئی۷۳ اروپا (به انگلیسی: European route E73) یکی از جاده‌های اصلی قاره اروپا است.
این جاده که از شهر بوداپست (مجارستان) شروع شده، در شهر متکویچ (کرواسی) به پایان می‌رسد و ۶۸۴ کیلومتر مسافت دارد.